# Hydractinia moniliformis
Hydractinia moniliformis is een hydroïdpoliepensoort uit de familie van de Hydractiniidae. De wetenschappelijke naam van de soort is voor het eerst geldig gepubliceerd in 2010 door Huang, Zhong & Zhang.